# 熔结凝灰岩

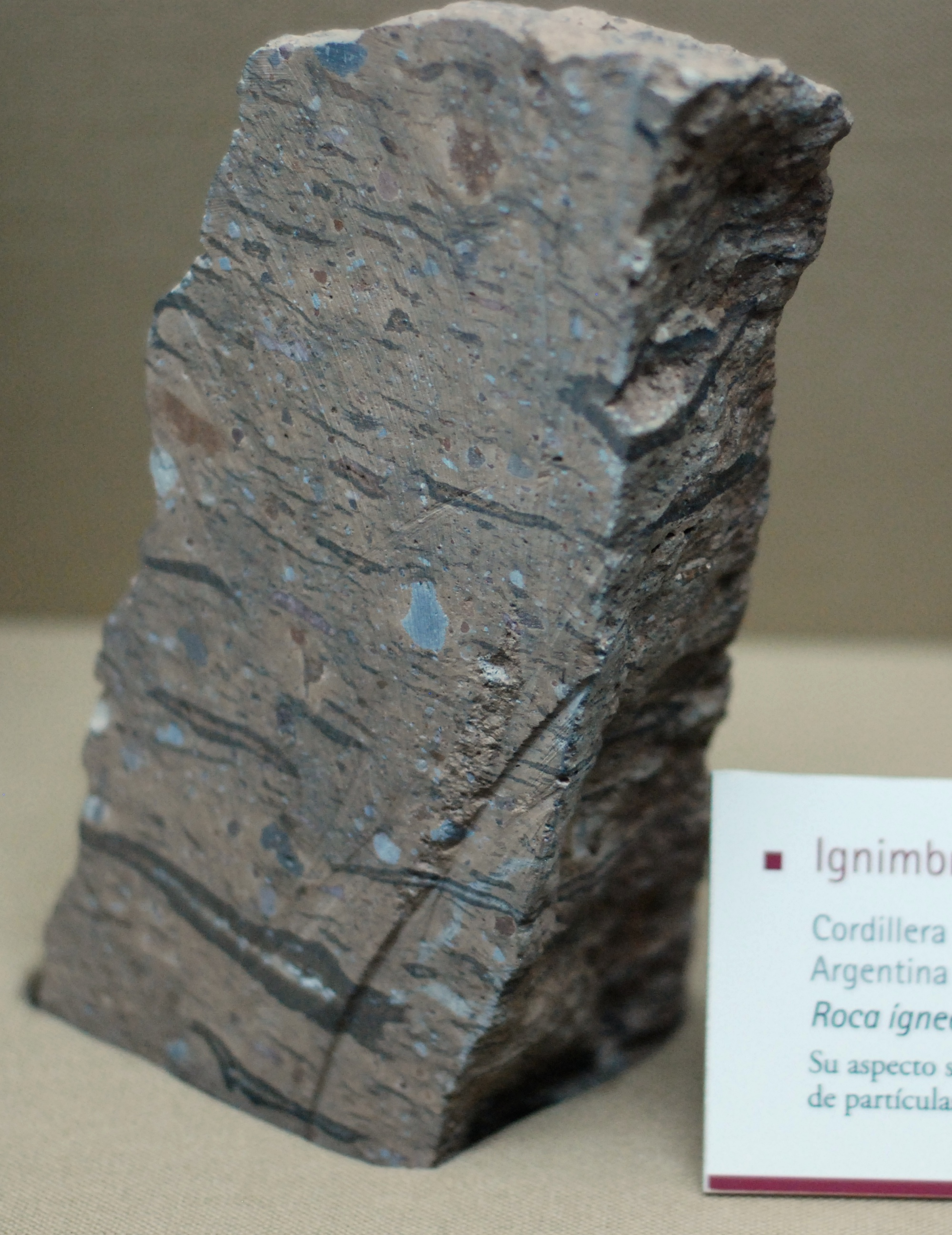
阿根廷圣胡安省的熔结凝灰岩

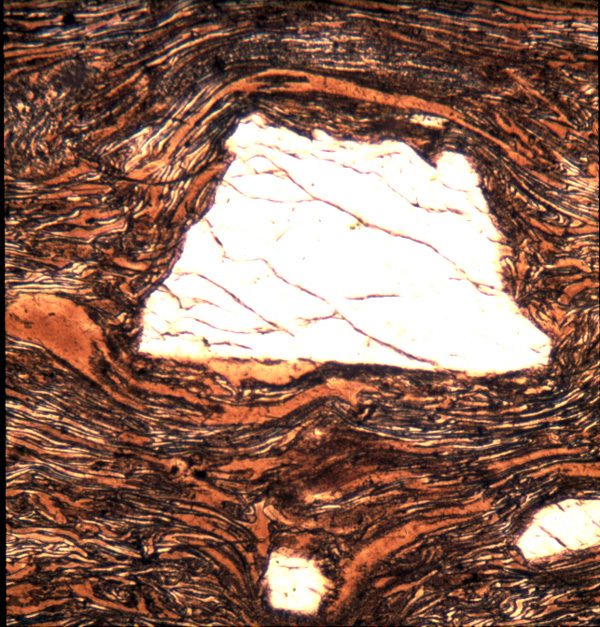
熔结凝灰岩断面的显微镜照片

熔结凝灰岩（ignimbrite）是一種硬化凝灰岩。 由礦物結晶，岩石碎片和玻璃碎片基質組成的火成岩 .
它是火山碎屑密度流的沉積物，由火山噴發出的熱氣體中，所含的懸浮顆粒，因爲其密度高於周圍大氣。向下快速流動，而造成的沉積物 。熔结凝灰岩由火山灰和浮石混合物組成，通常帶有岩石碎片。火山灰由玻璃碎片和結晶片組成 